# Warenje

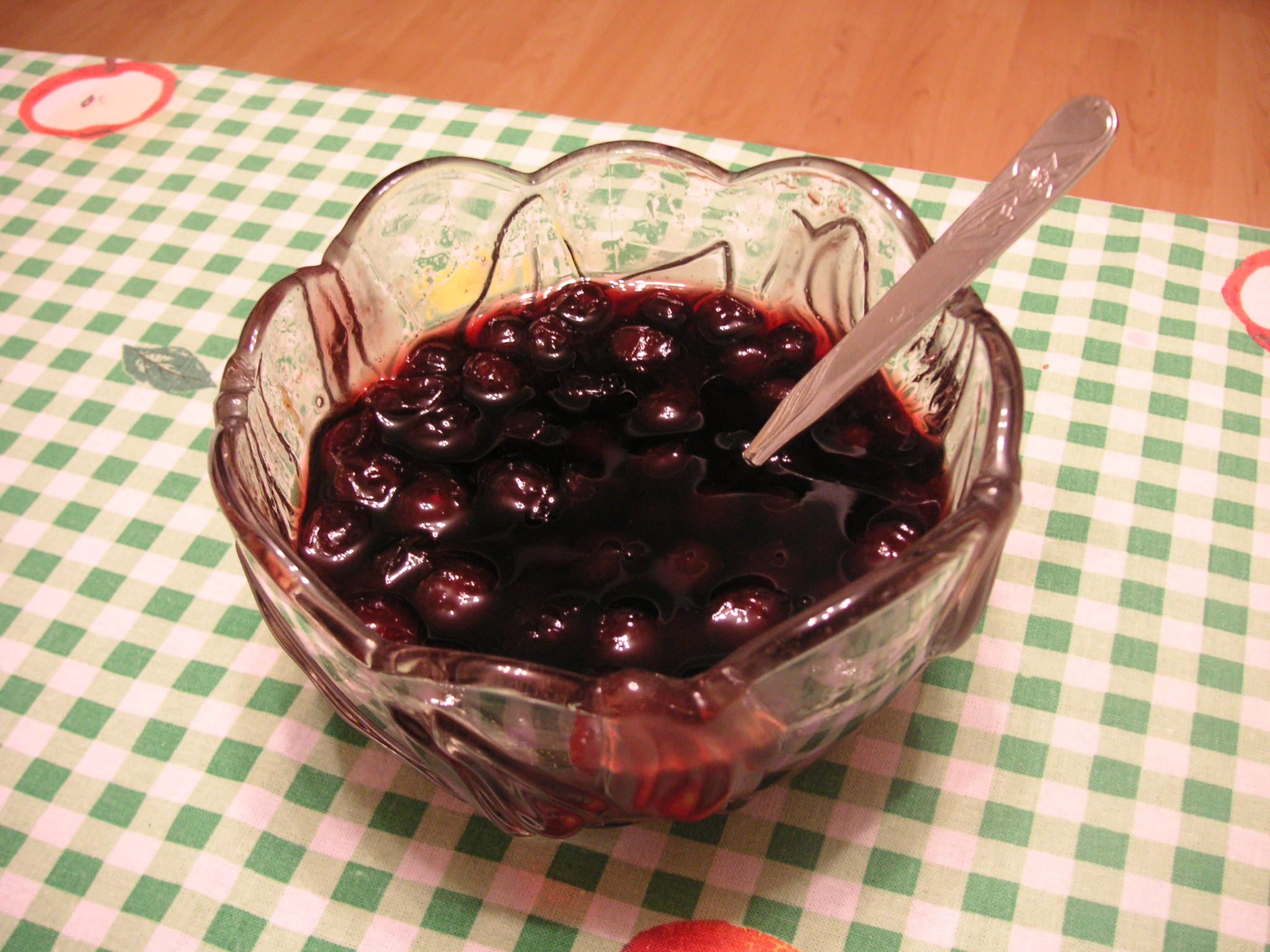
Ein Glas mit Warenje aus Kirschen

Warenje (auch Varenie oder Warenie; russisch Варенье) ist eine marmeladenartige Substanz, die entweder pur verzehrt oder in Tee oder in heißem Wasser aufgelöst wird.
Der Unterschied zur Marmelade oder Konfitüre besteht darin, dass das Obst im Allgemeinen unzerkleinert und nur mit Zucker eingekocht wird – ein Geliermittel ist nicht zugesetzt. Durch seine viel flüssigere Konsistenz eignet es sich nicht sonderlich gut als Brotaufstrich. Warenje wird hauptsächlich in Russland, der Ukraine und in Georgien verwendet und ist in seiner ursprünglichen Form in Deutschland kaum erhältlich und am ehesten mit Preiselbeeren im Glas zu vergleichen.
Warenje wird hauptsächlich aus Erdbeeren, Johannisbeeren, Himbeeren, Kirschen, Aprikosen und Äpfeln hergestellt. Beliebt sind auch Warenje aus Stachelbeeren, Brombeeren, Traubenkirschen, Schneeball-Früchten, jungen Kiefernzapfen oder Rosenblättern.